# Gorham, Kansas
Gorham är en ort i Russell County i Kansas. Vid 2010 års folkräkning hade Gorham 334 invånare.